# Tribu Tromentina
La tribu Tromentina (en latin classique : Tromentīna) est l'une des trente-et-une tribus rustiques de la Rome antique.
D'après Tite-Live, elle aurait été créée en 387 AUB.